# Sénia de Tortosa
La sénia de Tortosa és una sénia de Tortosa (Baix Ebre) inclosa a l'Inventari del Patrimoni Arquitectònic de Catalunya.

## Descripció
És una sénia en desús, interessant per no haver estat alterada modernament, ni tampoc el seu entorn immediat. L'habitatge o mas, que es troba a la mateixa finca, a la seva vora, resta mig enderrocat. Presenta la característica planta rectangular amb coberta a dues aigües i porxo de pilars a nivell de planta baixa.
Entre la sénia i l'habitatge hi ha una bassa i un safareig de dos dipòsits, també força deteriorats, comunicats amb el reguer que uneix la Sénia. Els murets són de maçoneria i maó.
Conserva encara el mecanisme que feia girar la roda, també "in situ". Han desaparegut els cadufs, els fragments dels quals es troben pels voltants, i la fusta que unia l'animal amb l'eix de la sénia. El dipòsit on els cadufs abocaven l'aigua es troba força deteriorat. Comunica amb un regueró petit que portava aigua als camps i a les esmentades basses. Al voltant de la sénia es manté el cercle conformat perquè l'animal pogués girar i així pujar l'aigua, elevant, mitjançant un marge de pedra, uns 70cm.
El pou, de forma el·líptica per adaptar-se a la roda, té uns cinc metres de llargada per dos metres d'ample. Els murs interiors estan arrebossats i es troben en bon estat. L'eix que feia girar la roda es troba encastat a la base en un bloc de pedra en forma de dovella. La resta de mur de suport, de maçoneria i maó, es troba en part enderrocat.